# دانييلا كوك
دانييلا كوك (بالإنجليزية: Daniela Cook)‏ مواليد 16 مارس 1978، هي لاعبة كرة يد أسترالية تلعب كظهير أيمن. مثلت منتخب أستراليا لكرة اليد للسيدات.

## سجل المنافسة
شاركت في البطولات التالية:
- بطولة العالم لكرة اليد للسيدات 2011
- بطولة العالم لكرة اليد للسيدات 2013